# جون سلاتر (سياسي)
جون سلاتر (بالإنجليزية: John Slater)‏ هو سياسي بريطاني (وحمل سابقاً جنسية المملكة المتحدة لبريطانيا العظمى وأيرلندا)، ولد في 6 أبريل 1889، وتوفي في 15 فبراير 1935. حزبياً، نشط في حزب المحافظين. في الانتخابات الفرعية في مجلس العموم البريطاني ‏، انتخب عضو برلمان المملكة المتحدة الـ36 عن دائرة إيستبورن (28 أبريل 1932 – 15 فبراير 1935).